# Eugène Coumans
Henri Eugène Lucien Gaëtan Coemans (30 de octubre de 1825, Bruselas - 8 de enero de 1871, Gante ) fue un sacerdote católico y botánico belga.
En 1848 obtuvo su ordenación, después de servir como un curato en Gante (desde 1853). En 1864 se convirtió en miembro de la Académie Royale des Sciences et Belles-Lettres de Bruselas, seguido de una cátedra en la Universidad Católica de Lovaina en 1866. Desde 1868 hasta 1871 fue director de un convento franciscano en Gante.
Como taxónomo identificó el género Fittonia (familia Acanthaceae ).

## Honores

### Eponimia
Género
- Coemansia se nombra en su honor.[3]

## Trabajos seleccionados
- Monographie du genre Pilobolus, Tode, spècialement ètudiè au point de vue anatomique et physiologique, 1861 - Monograph of the genus Pilobolus.
- Spicilège mycologique, 1862 - Mycological scrapbook
- Notices biographiques sur quelques lichenographes celebres, 1864 - Biographical notices of some celebrated liquenologista.
- Monographie des Spenophyllum d'Europe (con Jean Jacques Kickx), 1864 - Monograph on Sphenophyllum of Europe.[4]
- Description de la flore fossile du premier ètage du terrain crètacè du Hainaut, 1867 - Description of fossil flora from the first stage of the Cretaceous terrain in Hainaut.[5]

- La abreviatura «Coem.» se emplea para indicar a Eugène Coumans como autoridad en la descripción y clasificación científica de los vegetales.[6]